# Exit (teatre)
Exit és una obra de teatre que va ser el primer espectacle monotemàtic de Tricicle. Es va estrenar a la Sala Villarroel de Barcelona el 13 de març de 1984 i el 3 d'octubre del mateix any es va representar a Madrid. El 1985 fou gravat per a TV3.
El tema de l'espectacle els va donar les seves constants estades als aeroports i al pont aeri, de manera que l'acció es desenvolupa en la sala d'espera d'un aeroport i a l'interior d'un avió on els viatgers i el personal de vol protagonitzen diverses peripècies on es combinen l'humor i la imaginació. El títol fa referència als cartells amb la paraula anglesa "exit" que indica la sortida de l'aeroport. Els gags denoten les influències de Charles Chaplin, Buster Keaton, Harold Lloyd, Jacques Tati i Groucho Marx.
La música de l'espectacle va estar composta pel cantautor Jaume Sisa.
L'èxit assolit amb la representació els va permetre anar de gira per Alacant, Maó, Logronyo, Sant Sebastià, Tarragona i al Festival d'Edimburg de 1985.